# Herforder Brauerei

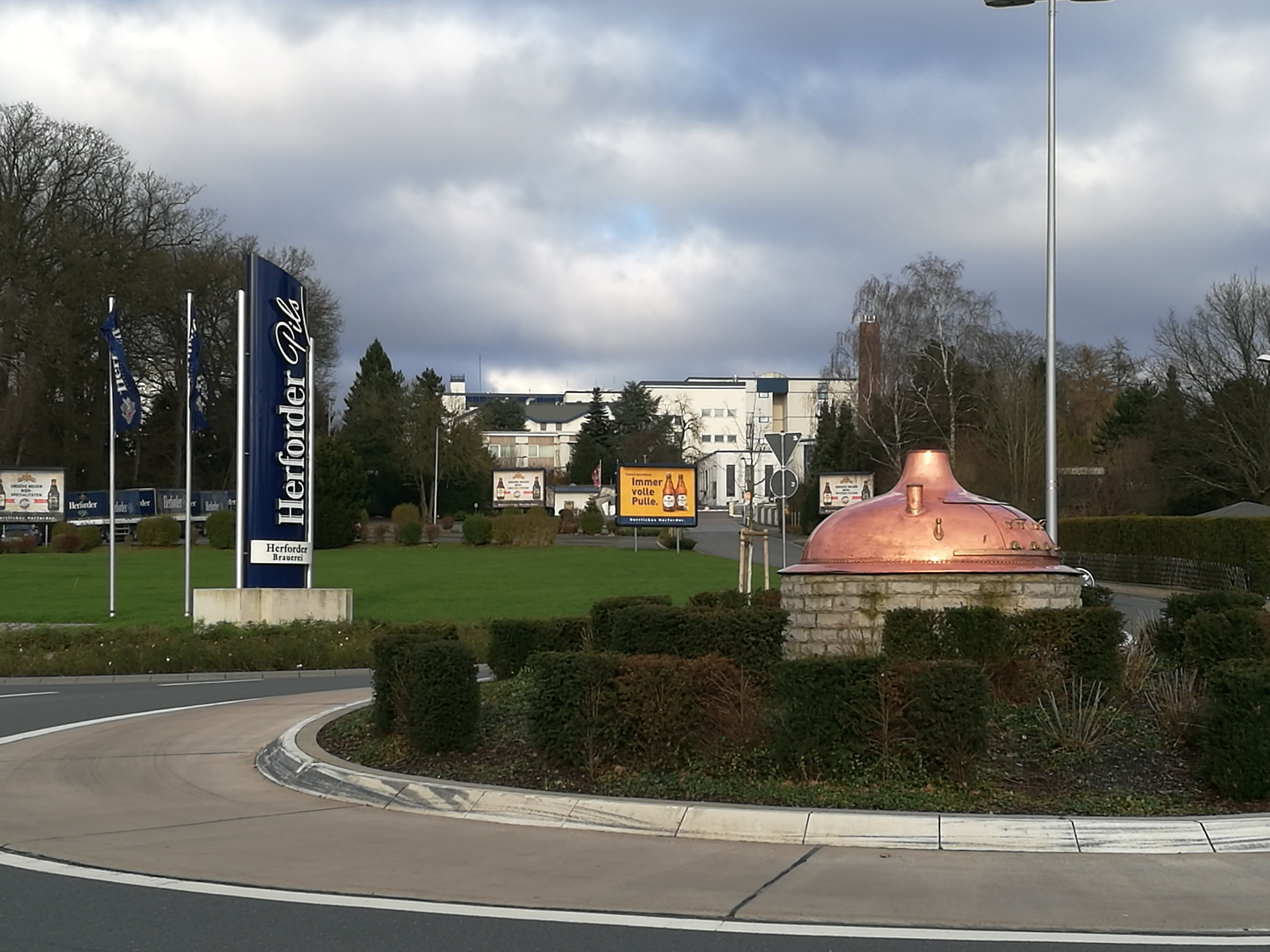
Herforder Brauerei Verwaltung und Produktion

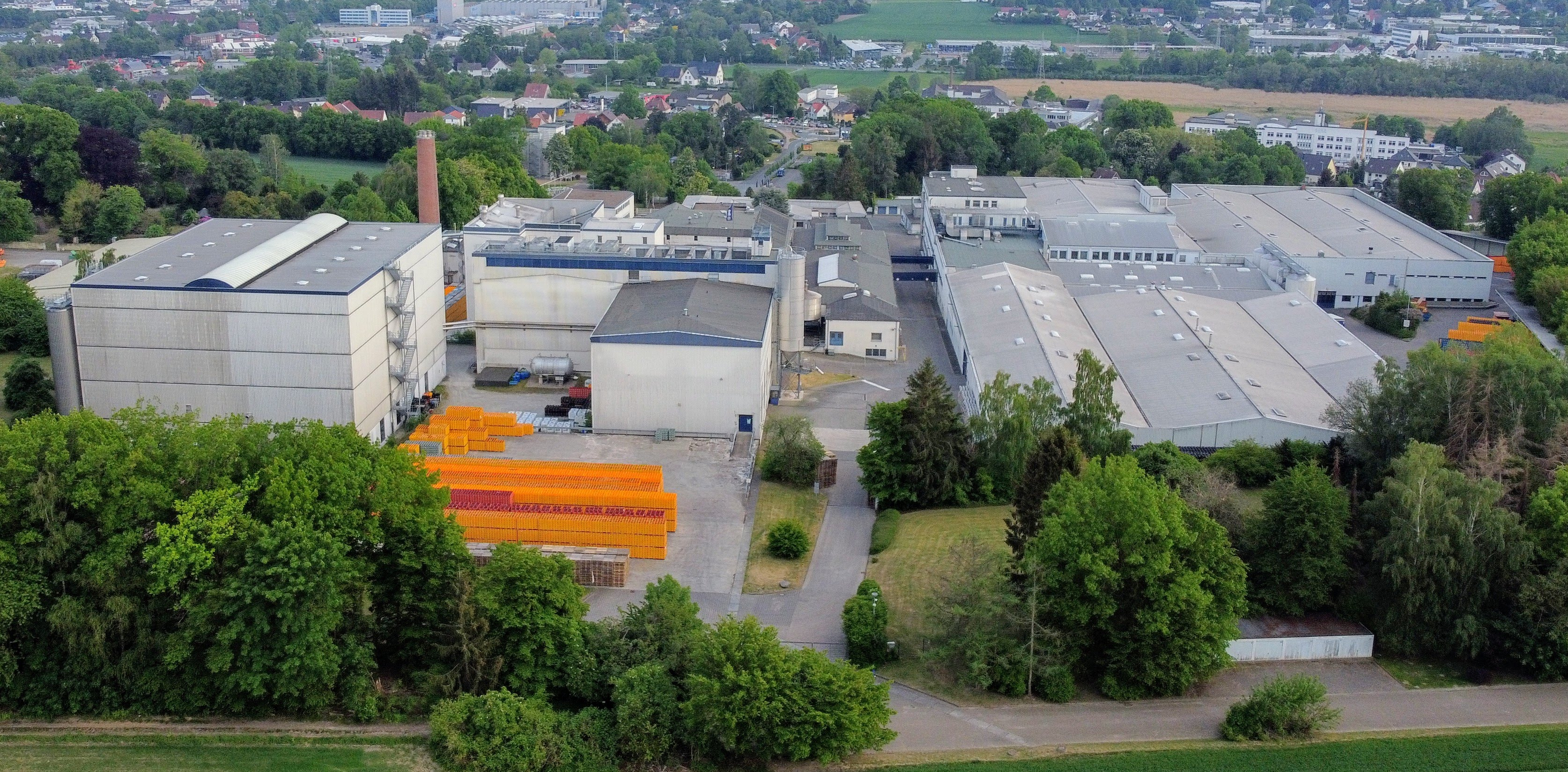
Herforder Brauerei Produktion Luftbild

Die Herforder Brauerei GmbH ist eine Brauerei mit Sitz in der ostwestfälischen Gemeinde Hiddenhausen. 
Gemessen am Bierausstoß gehörte das Unternehmen in den 1980er Jahren zu den großen deutschen Privatbrauereien und ist neben der Privatbrauerei Ernst Barre die größte Brauerei in Ostwestfalen. 
2007 wurde eine Mehrheitsbeteiligung an die Warsteiner-Gruppe verkauft. Die Beteiligung wurde nachfolgend auf 100 % erhöht.

## Geschichte
Die Brauerei Felsenkeller wurde am 1. April 1878 durch die Brüder Gustav und Georg Uekermann in Schweicheln bei Herford gegründet. Der Name Felsenkeller geht darauf zurück, dass die Lagerkeller im abschüssigen Gelände in den Berg gebaut worden sind. Am 15. September 1895 wurde der 1,3 km lange Gleisanschluss zum Herforder Bahnhof in Betrieb genommen. Im unterirdischen Verladebahnhof unter dem Brauereihof verlud man das Fassbier auf Bierwaggons. Bis 1928 kaufte die Brauerei 35 Bierwaggons. 1911 wurde der erste LKW angeschafft. Bis dahin hatten bis zu 60 Brauereipferde für den Biertransport gesorgt. Bis 1927 gab es das Bier nur im Fass. Schließlich wurde im August 1927 das Bier erstmals auch in Flaschen abgefüllt, zunächst allerdings nur die Sorte Malzbier. Ab März 1928 gab es dann auch Export und Pils in der Flasche. Der Flaschenbieranteil betrug im Geschäftsjahr 1927/28 0,8 % am Gesamtbierabsatz in Höhe von 166.514 hl. Rund 200 Mitarbeiter waren damals in der Brauerei beschäftigt. Der Fuhrpark bestand aus 15 Pferdegespannen und 10 LKW. 1935 wurde die 0,5-l-Bügelverschlussflasche eingeführt, die bis 1967 im Sortiment blieb und dann von der 0,5-l-Euroflasche abgelöst wurde. Diese wurde 1988 gegen die NRW-Flasche ausgetauscht. Der Transport der 0,5-l-Bügelflasche erfolgte in Holzkästen. Diese wurden 1965 durch Kunststoffkästen ersetzt. 1956 führte man die 0,33-l-Steinie-Flasche mit einem Kronkorkenverschluss ein, die bis zum heutigen Tage das Hauptgebinde der Brauerei ist. Bis 1966 wurde sie in Holzkästen, dann in Kunststoffkästen verpackt. Im Braujahr 1967/68 ersetzte man die Holzfässer durch Aluminiumfässer. Die Aluminiumfässer wurden im Braujahr 1985/86 durch Keg-Fässer ausgetauscht.
Die Brauerei Felsenkeller Herford feierte 2003 ihr 125-jähriges Bestehen. Im Februar 2006 änderte die Brauerei den  Namen in „Herforder Brauerei GmbH & Co. KG“. 2006 hatte die Herforder Brauerei einen Gesamtausstoß in Höhe von 515.000 Hektolitern. Im Jahr zuvor lag er noch bei 540.000 Hektolitern. Ihren Höhepunkt erlebte die Brauerei in den 1980er Jahren mit einem jährlichen Ausstoß von 1,1 Millionen Hektolitern. Sie gehörte damals zu den größten deutschen Privatbrauereien. Nachweis Geschichte:
Die Herforder Brauerei wurde am 1. Juli 2007 in die Warsteiner Gruppe integriert. Am 1. Februar 2018 gab die Warsteiner Gruppe bekannt, dass für die Herforder Brauerei ein Partner gesucht wird, um die Marke „Herforder Pils“ fortzuführen. Alternativ dazu wird ein Verkauf betrachtet. Im Januar 2021 wurde die Suche nach einem Partner beziehungsweise die Bemühungen um einen Verkauf des Unternehmens aufgegeben.
Die Haus Cramer Gruppe investiert ab Februar 2023 massiv in die Zukunft der Herforder Brauerei: Rund 20 Millionen Euro fließen in den kommenden zwei Jahren in die Brauerei und den Standort in Hiddenhausen. Größtes Projekt ist dabei der Kauf und die Installation einer neuen Flaschenabfüllanlage, die bereits im Sommer 2024 in Betrieb genommen werden soll.

## Biere

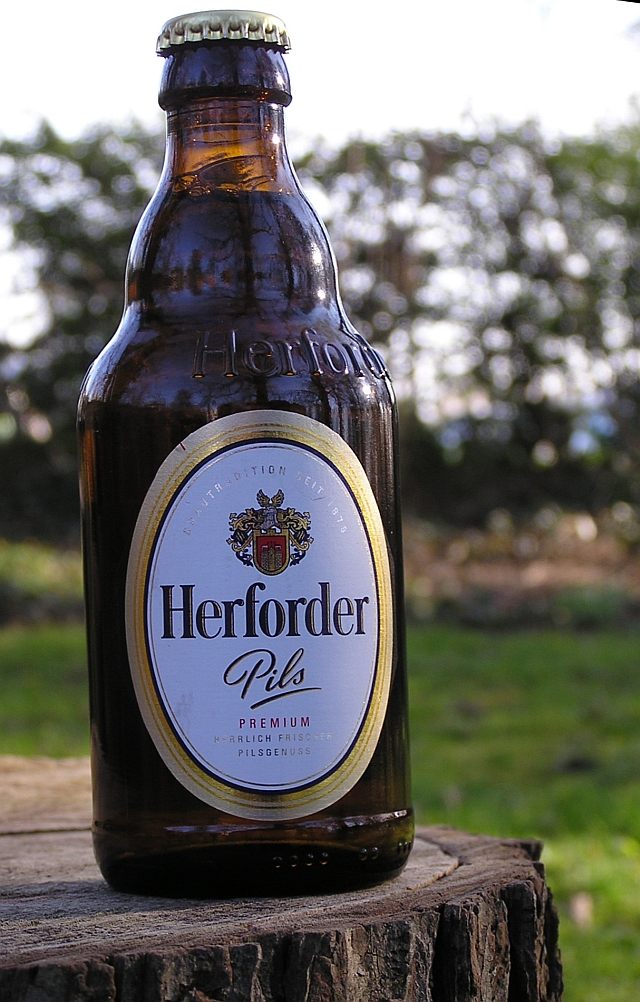
Ein „Herforder Pils“ in der Reliefflasche

- Herforder Pils
- Herforder Export
- Herforder Landbier
- Helles Dittken[8]
- Herforder Alster naturtrüb[9]
- Herforder Pils Alkoholfrei[10]

saisonal:
- Herforder Maibock
- Herforder Weihnacht

## Herforder Pils
Das Herforder Pils macht 90 % der Gesamtbraumenge der Herforder Brauerei aus. Ein Drittel der Produktion wird in Fässern vertrieben.
Seit Januar 2007 wird das Herforder Pils in neu entwickelten Reliefflaschen vertrieben. Bei dieser Reliefflasche handelt es sich um eine proprietäre Flaschenform, die die Steinieform hat, jedoch wegen des Firmen-Reliefs mit dieser im Mehrwegpfandsystem nicht mehr kompatibel ist. Die Kisten wurden ebenfalls überarbeitet und an die Größe der gängigen Euro-Paletten angepasst, sodass nun statt 30 nur noch 27 Flaschen in einer Kiste sind. Allerdings ist Herforder Pils auch in Kisten mit 24 Longneckflaschen (0,33 l), 20 Longneckflaschen (0,5 l) oder 20 Reliefflaschen (0,33 l) erhältlich. Ab Mitte 2017 kommen für alle Biere verstärkt die Reliefflaschen zum Einsatz. Zusätzlich werden die Produkte auch im 8er-Träger angeboten.

## Sponsoring
Herforder Pils setzt stark auf Sponsoring im Sportbereich, so werden Mannschaften der Sportarten Fußball, Handball (z. B. TBV Lemgo), Basketball (z. B. Artland Dragons), Eishockey (z. B. Herforder EV), Tennis (z. B. TC Blau-Weiss Halle) und American Football (z. B. Bielefeld Bulldogs) gezielt unterstützt. Besonders engagiert ist die Brauerei beim VfL Osnabrück, Herforder war u. a. mehrmals Trikotsponsor der Fußballmannschaft des Vereins und stellt seit 1996 das Bier bei den Heimspielen des VfL.